# Zamek Pławiec

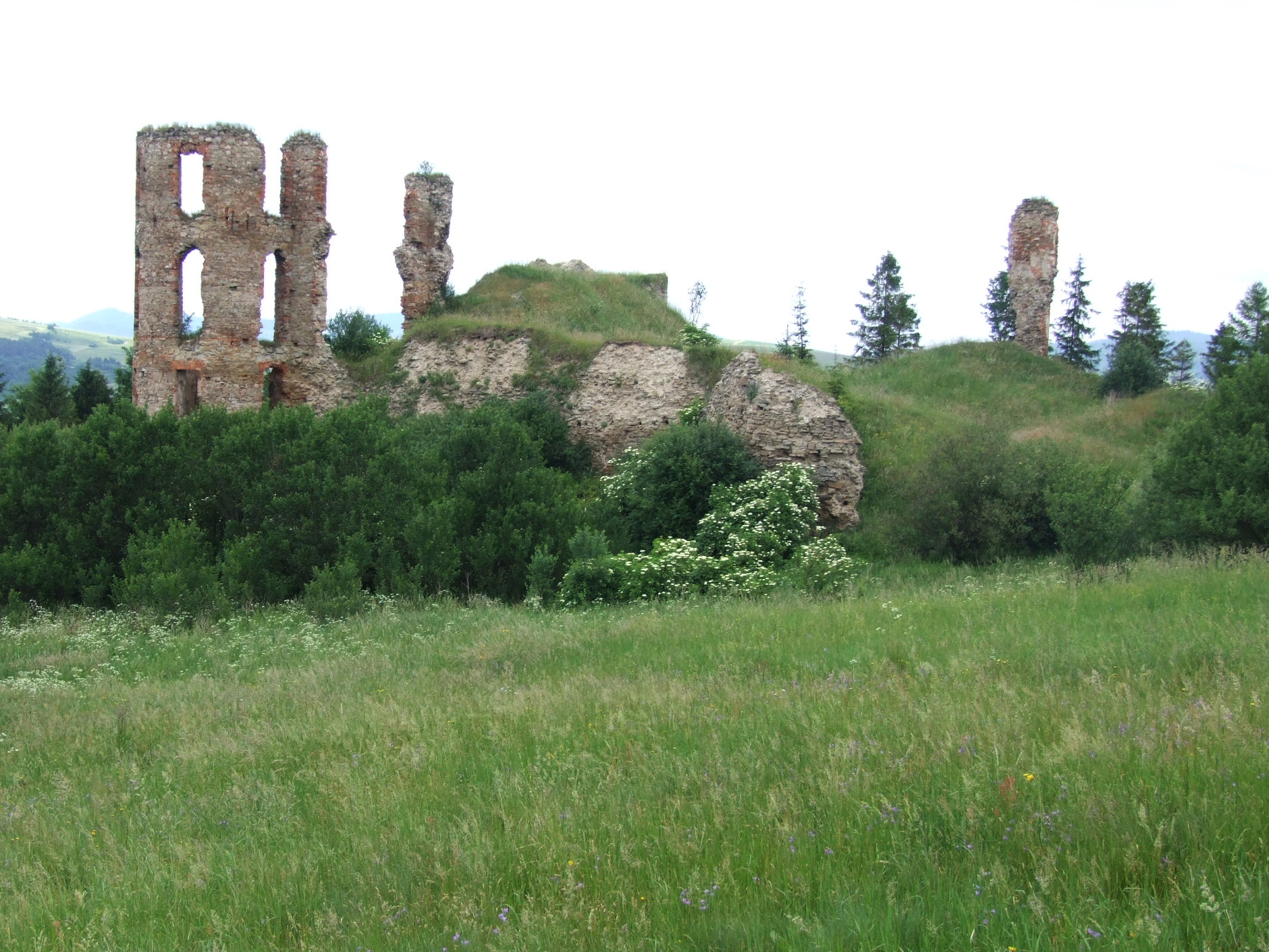
Ruiny zamku

Zamek Pławiec (słow. Hrad Plaveč) – zamek w miejscowości Pławiec na Słowacji. Znajduje się na wzgórzu 549 m n.p.m., nad prawym brzegiem Popradu. Pomiędzy Popradem a wzgórzem zamkowym biegnie droga krajowa nr 77.
Jest wiele wersji na temat powstania zamku. Legenda ludowa podaje, że wybudował go węgierski król Koloman w 1100 roku jako warownię rodu Połowców i od tego pochodzić miałaby nazwa miejscowości Pławiec. Jednak jest to wersja nieprawdopodobna. Wówczas tereny te należały do Polski (do kasztelanii sądeckiej) i najprawdopodobniej dopiero około roku 1300 udało się Węgrom włączyć je do swojego państwa. Pierwszym znanym właścicielem warowni był rycerz Bohumir z Liptowa. W 1269 król Bela IV dał ją spiskiemu szlachcicowi Arnoldowi i to on wzniósł tutaj kamienny zamek mający strzec przejścia (brodu) na Popradzie. Jest też wersja legendy mówiąca, że zamek wybudował spiski rycerz Dietrich i osadził w nim ród Połowców. Na pewno natomiast z zachowanych dokumentów wiemy, że w latach 1301–1320 właścicielem zamku był biskup krakowski Jan Muskata (z nadania króla Wacława II). Później zamek należał do dużych węgierskich rodów; najpierw Drughetów, później Horvathów-Pálocsayów.
Zamek przetrzymał wiele wojen. Wielokrotnie przechodził z rąk do rąk. W 1433 został zdobyty przez husytów, ale w 1453 odbity przez węgierskie wojska Macieja Korwina. W latach 1456–1460 ponowne władali nim husyci Aksamita, później znów odbili go Węgrzy. W czasie wielkiego powstania chłopskiego w latach 1631–1632 oblegali go chłopi, a w 1707 Austriacy podczas najazdu Rakoczego. Nie został jednak zdobyty. W 1715 cesarz Karol VI nakazał zniszczyć umocnienia starych zamków, lub nawet całe zamki. Zamek w Pławcu znalazł się na liście przeznaczonych do zburzenia, gdyż uznany został za „gniazdo buntowników”. Jednak ówczesny właściciel zamku z rodu Palcsayów dał radę przekonać rządową komisję, która zakwalifikowała go jako obiekt mieszkalny, nie obronny. W 1830 Palocsayowie przebudowali go, m.in. wybijając w murach duże otwory okienne. Jednak w 1856 zamek spalił się. Wygaśnięcie rodu Palocsayów przypieczętowało jego koniec
Obecnie z zamku ostały się tylko ruiny. Można je zwiedzać. Od drogi nr 77 prowadzi do nich ścieżka. Obok ruin zamku znajduje się mauzoleum dawnych jego właścicieli z murowanym krzyżem, groby jednakże zostały splądrowane przez poszukiwaczy skarbów.